# Willy Van Ryckeghem
Willy van Ryckeghem (también conocido como Willy van Rijckeghem) es un economista belga, especialista de América Latina. Entre 1964 y 1966, trabajó en Argentina durante el gobierno del presidente Arturo Umberto Illia con el equipo de asesores de la Universidad de Harvard, y entre 1966 y 1967 en Brasil con el equipo de la Universidad de Berkeley en el IPEA.
En Argentina, fue autor de un modelo de estabilización gradual de la inflaciòn, y en Brasil desarrolló la primera matriz de insumo-producto que sirvió de base para un modelo de planificación. A partir de 1982, trabajó en el Departamento de Desarrollo Económico y Social del BID, donde dirigió los estudios de países e coordinó varios Informes de Progreso Económico Y Social de América Latina, entre los cuales el informe de 1985 sobre el impacto de la Crisis de la Deuda Externa sobre los países de América Latina.
Willy van Ryckeghem es el padre de Patricia van Ryckeghem, modelo de Chanel, que nació en Buenos Aires el 25 de febrero de 1965.

## Obras
Publicaciones sobre América Latina
- Faena y Existencias de Ganado Vacuno - Un modelo de simulación (con. Hernán Aldabe) CONADE, Buenos Aires 1965

- The Use of Simulations for Forecasting Changes in the Argentine Cattle Stock (con Hernán Aldabe); Documento presentado en la Conferencia de Bellagio del Harvard Development Assistance Service (DAS) en 1966 y publicado bajo el número 294439 del Center for International Affairs de la Universidad de Harvard.

- Un Modelo de Intercambio y Desarrollo, in Desarrollo Económico, Vol. 5, no 20, Ene-Mar, 1966.

- Stabilization Policy in an Inflationary Economy: Argentina (con G. Maynard), in: Development Policy-Theory and Practice ed. G. Papanek, Harvard University Press, 1968.

- An Intersectoral Consistency Model for Economic Planning in Brazil, in: The Economy of Brazil ed. H.S.Ellis, University of California Press, Berkeley and Los Angeles, 1969.

- Políticas de Estabilización para una Economía Inflacionaria, in Desarrollo Económico Vol 12, no 46, Jul.-Set. 1972.

- An Econometric Model of Minimum Wages and Employment in a Dual Economy- The Case of Puerto Rico, in Problems of Employment and Education in the Developing World. Special Issue of Tijdschrift voor Sociale Wetenschappen on the Occasion of the 50th Anniversary of the I.L.O., Gent, 1969.

- ¿Es eficiente el mercado secundario de la deuda? Reunión Latinoamericana de la Sociedad Econométrica, San José, Costa Rica, agosto de 1988. Revista de la Integración y el Desarrollo de Centroamerica, pp. 128-35

- The Economic Development of Latin America- A Long term view, in Global Change and Transformation-Economic Essays in Honor of Karsten Laursen eds. L.Stetting, K.E.Svendsen, E. Yndgaard, Copenhague 1993.

- Trade and Investment Flows between Europe and Latin America and the Caribbean (with C. Beetz), in: Latin America's Competitive Position in the Enlarged European Market eds. B. Fischer, A. von Gleich e W. Grabendorff, Nomos Verlagsgesellschaft, Baden-Baden 1994.

- Inversión Extranjera Directa en América Latina: Una revisión de sus determinantes, (con Fernando Quevedo) in: La Inversión Extranjera en Colombia  ed. Philippe de Lombaerde, Bogotá 1997.

- The Problem of Growth, Savings and Investment: a Framework for Analysis (con José Seligman), in: The Bolivian Experiment: Structural Adjustment and Poverty Alleviation ed. P. van Dijck, CEDLA, Ámsterdam 1998.

Otras publicaciones
- A World of Inflation (with G. Maynard), Barnes & Noble, New York, 1975 y Batsford, London 1976 ISBN 0-7134-3068-0.

- Why Inflation Rates Differ: a Critical Examination of the Structural Hypothesis (with G. Maynard) in Helmut Frisch, ed. Inflation in Small Countries Springer Verlag, Berlín, 1976

- Employment Problems and Policies in Developing Countries(Ed.) Rotterdam University Press, 1976 ISBN 90-237-2272-8.

- Employment and Basic Needs in Portugal (Coord.) International Labour Office, Geneva,1979 ISBN 92-2-102203-X.